# Forest City (Iowa)
Forest City es una ciudad ubicada en el condado de Winnebago en el estado estadounidense de Iowa. En el Censo de 2010 tenía una población de 4151 habitantes y una densidad poblacional de 345,26 personas por km².

## Geografía
Forest City se encuentra ubicada en las coordenadas 43°15′25″N 93°38′11″O / 43.25694, -93.63639. Según la Oficina del Censo de los Estados Unidos, Forest City tiene una superficie total de 12.02 km², de la cual 12.02 km² corresponden a tierra firme y (0%) 0 km² es agua.

## Demografía
Según el censo de 2010, había 4151 personas residiendo en Forest City. La densidad de población era de 345,26 hab./km². De los 4151 habitantes, Forest City estaba compuesto por el 94.94% blancos, el 1.54% eran afroamericanos, el 0.24% eran amerindios, el 1.25% eran asiáticos, el 0.02% eran isleños del Pacífico, el 0.51% eran de otras razas y el 1.49% pertenecían a dos o más razas. Del total de la población el 2.99% eran hispanos o latinos de cualquier raza.